# Neoscona dhumani
Neoscona dhumani là một loài nhện trong họ Araneidae.
Loài này thuộc chi Neoscona. Neoscona dhumani được miêu tả năm 1993 bởi Patel & C. Adinarayana Reddy.